# Darwin Mounds
Die Darwin Mounds sind ein großes Gebiet von Unterwasser-Sandhügeln oder Sandkegeln, die sich nordwestlich der Küste von Schottland im nordöstlichsten Teil des Rockall-Trogs befinden. Sie stellen einen einzigartigen Lebensraum dar, der aus Tiefwasserkorallenriffen besteht. Sie wurden 1998 entdeckt, als in dem Gebiet von Ölunternehmen und staatlichen Behörden nach Rohstoffvorkommen gesucht wurde. Die Hügel wurden nach dem Forschungsschiff benannt, das wiederum den Namen des Biologen Charles Darwin trägt.

## Beschreibung der Darwin Mounds

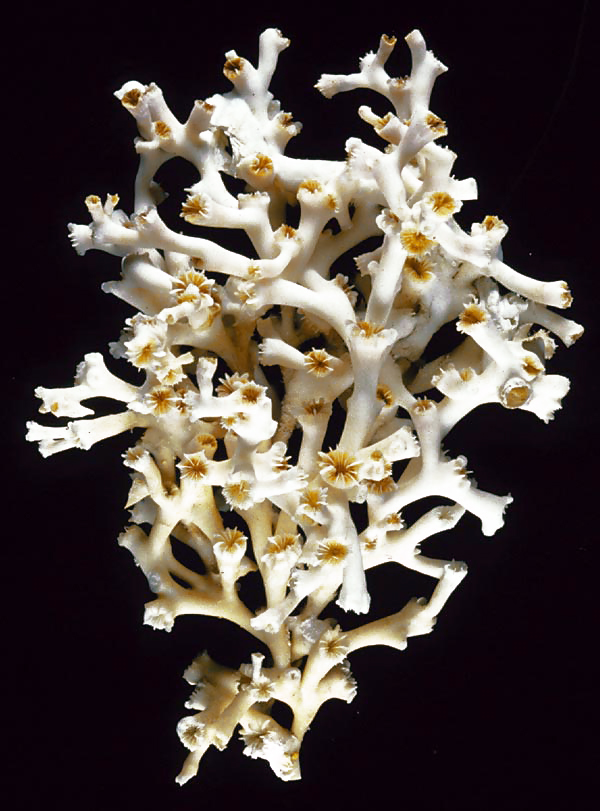
Koralle der Gattung Lophelia

Die Darwin Mounds liegen gut 1.000 Meter unterhalb der Meeresoberfläche und rund 185 Kilometer nordwestlich von Cape Wrath, der nordwestlichen Spitze des schottischen Festlands. Das Gebiet umfasst hunderte solcher Sandhügel, die insgesamt eine Fläche von etwa 100 Quadratkilometern bedecken. Die einzelnen Hügel haben in der Regel eine rundliche Form. Einige sind bis zu fünf Meter hoch und haben einen Durchmesser von bis zu 100 Metern. Eine große Anzahl der Sandhügel weist einen „Schwanz“ auf. Diese Schwänze haben unterschiedliche Länge und vereinigen sich teilweise mit den Ausläufern anderer Hügel. Grundsätzlich haben sie eine tränenartige Form und verlaufen vom Hügel ausgehend in südwestlicher Richtung. Die besondere Form der Hügelbildung ist ein offenbar weltweit einzigartiges Charakteristikum der Darwin Mounds.
Die Hügel bestehen überwiegend aus Sand. Die charakteristische Form der Hügel entstand wahrscheinlich, als sich der Sand setzte und das Wasser aus ihm herausgepresst wurde. Das aufsteigende Wasser formte dabei die kegelartige Gestalt. Solche Sandkegel finden sich auch in fossilen Schichten aus der Devon-Zeit in Großbritannien. Sie finden sich normalerweise nur in Regionen der Erde mit seismischen Aktivitäten. Bei den Darwin Mounds wird dies ausgeschlossen. Die südwestliche Neigung des Meeresbodens in dieser Region (der sogenannte Wyville-Thomson-Rücken) ist vermutlich für die Formung der Hügel verantwortlich.
Auf der Spitze der Sandkegel finden sich lebende, den Steinkorallen angehörende Korallen der Gattung Lophelia (insbesondere Lophelia pertusa). Bis zur Entdeckung der Darwin Mounds ging man davon aus, dass diese Korallen nur auf festem Untergrund wachsen.

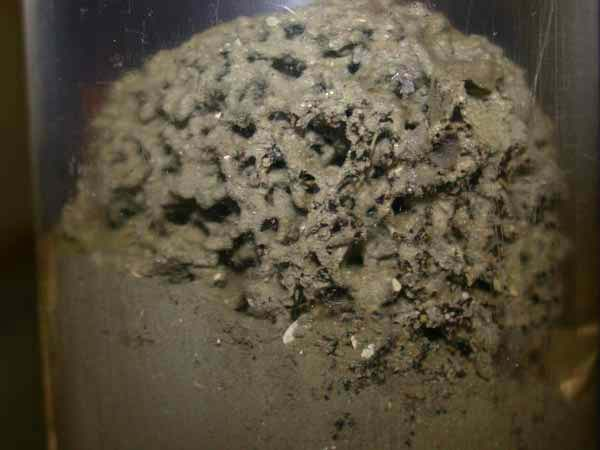
Etwa golfballgroße Xenophyophore

Tiefwasser-Korallenregionen wie die Darwin Mounds gelten als besonders empfindlich für Veränderungen im Lebensraum. Anders als Korallenriffe in flachen Gewässern sind sie nicht an Wellenbewegungen adaptiert. Auf den Sandkegeln lebt außerdem eine große Population der Xenophyophore Syringammina gragilissima. Das sind große einzellige Organismen, die in Tiefwasserregionen weit verbreitet sind. Sie treten in ungewöhnlicher Dichte in den Darwin Mounds auf. Die Korallen stellen auch den Lebensraum für eine große Vielfalt anderer Meereslebewesen dar. Dazu zählen Schwämme, Würmer und Schalentiere. Hier lebt auch eine Reihe unterschiedlicher Fischarten, beispielsweise der Granatbarsch.

## Schutzmaßnahmen
Am 23. Oktober 2001 gab die damalige britische Ministerin für Umwelt, Nahrung und ländliche Angelegenheiten Margaret Beckett gegenüber dem World Wide Fund for Nature (WWF) ihre Zusage, die Darwin Mounds zu schützen. Insbesondere das Fischen mit Grundschleppnetzen ist für Regionen wie die Darwin Mounds schädlich und vereinzelt wurde bereits in dieser Region mit Netzen gefischt, die bis zu einer Tonne wogen. Der Wissenschaftler Jason Hall-Spencer von der University of Glasgow fand in Schleppnetzen, die in Gebieten vor der Küste Irlands und Schottlands arbeiteten, Korallenbruchstücke, die mindestens 4500 Jahre alt waren. Ein intensiver Einsatz von Grundschleppnetzen in dieser Region würde diesen Lebensraum signifikant schädigen. Seit dem 22. März 2004 stehen die Darwin Mounds nun als wichtiger Meereswasserlebensraum unter Schutz. Das Fischen mit Grundschleppnetzen ist in dieser Region verboten.